# هلی‌دشت
هلیدشت، روستایی از توابع بخش بابل‌کنار شهرستان بابل در استان مازندران ایران است.

## موقعیت جغرافیایی
این روستا از شمال با فاصله تقریبی ۱۵ کیلومتر به شهرستان بابل و از جنوب با فاصله تقریبی ۲۰ کیلومتر به منطقهٔ شیرگاه و از شرق با فاصله تقریبی ۱۷ کیلومتر به شهرستان قائم‌شهر و از غرب با فاصله تقریبی ۲ کیلومتر به رودخانه بابلرود مرتبط می‌شود.
نام روستا از دو بخش هلی (نام محلی میوه گوجه سیز یا آلوچه) و دشت می‌باشد که در اصطلاح نام دشتی است با گیاه آلوچه یا گوجه سبز.
این روستا از شمال با روستای طلوت، از جنوب با روستای داردکاشت، از شرق به روستاهای فولادکلا و گاوان آهنگر و از غرب با روستاهای بالا گنج افروز و انارستان همجوار می‌باشد.
این روستا از نظر منطقه‌ای جز مناطق جلگه و در دامنه کوهپایهٔ رشته کوه البرز می‌باشد که فاصله تقریبی آن با اولین تپه از تپه‌های رشته کوه البرز با فاصلهٔ تقریبی ۱ کیلومتر و با رودخانهٔ بابلرود با فاصلهٔ تقریبی ۲ کیلومتر می‌باشد.

## زبان
شغل اکثر ساکنان منطقه کشاورزی و دامپروری می‌باشد و زبان ساکنان منطقه زبان محلی (طبری) می‌باشد.

## جمعیت
این روستا در دهستان بابل‌کنار قرار دارد و براساس سرشماری مرکز آمار ایران سرشماری عمومی نفوس و مسکن (1395)جمعیت آن 1005 نفر (308خانوار) بوده‌است.

## مشخصات روستای هلیدشت
شغل: کشاورزی (باغداری) و دامپروری (سنتی) محصولات عمده: برنج و پرتغال. این روستا دارای بازار محلی با نام دوشنبه بازار می‌باشد که در روزهای دوشنبه برگزار می‌شود و اهالی روستا و روستاهای اطراف برای تأمین مایحتاج خود به این بازار رجوع می‌کنند.
همچنین این روستا دارای امامزاده‌ای با نام امامزاده سیدجلال می‌باشد که مراسم مذهبی (عید فطر، عید قربان و...) و تاریخی (عید نوروز و بیست و شش عید ماه (روز پیروزی کاوه آهنگر بر ضحاک) و ...) با برگزاری بازارچه در این امامزاده پذیرای زائران و مهمانان می‌باشد و از قدیم‌الایام از مناطق زیارتی و سیاحتی محل و منطقه به شمار می‌رود.